# Galtalm (Stubaital)
Die Galtalm ist eine Alm oberhalb von Fulpmes im Stubaital. Sie liegt auf 1634 m ü. A. und ist von Fulpmes und Neustift aus zu erreichen. Im Winter führt ein gewalzter Winterwanderweg von der Schlickeralm zur Galtalm. Außerdem ist die Galtalm im Winter vom Skigebiet Schlick aus durch den Pistenraupenfahrdienst „Galtalm-Express“ erreichbar. Von der Alm bietet sich ein Blick ins gesamte Stubaital.

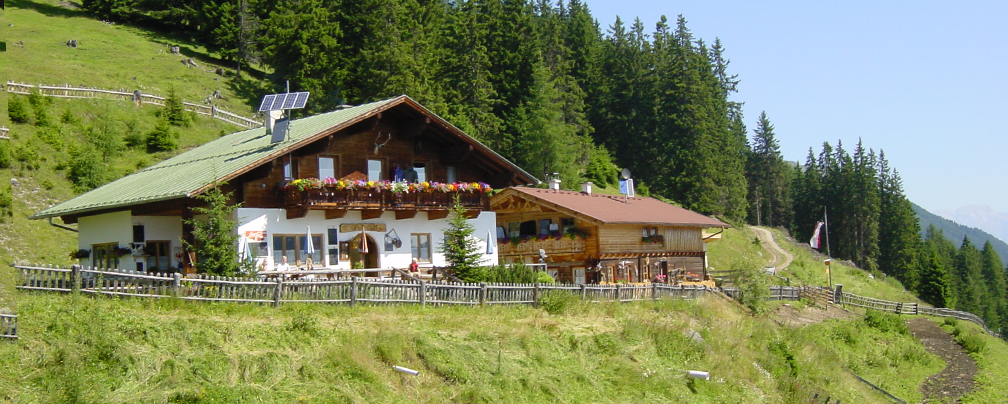
Blick über die Alm mit Wirtschaftsgebäude

## Touren
Hüttenwanderungen:
- Vergör-Alm (45 Minuten)
- Kaserstattalm (60 Minuten)
- Brugger Alm (40 Minuten)
- Schlickeralm (60 Minuten)
- Fronebenalm (45 Minuten)
- Starkenburger Hütte (2 Stunden)
- Pfarrachalm (2,5 Stunden)[2]

## Weblink
- Wanderung zur Galtalm auf meinstubaital.at

## Nachweise
1. 1 2  Lage & Höhe auf Austrian Map online.
2. ↑  Galtalm auf huettenguide.net